# Basislinie (Geodäsie)

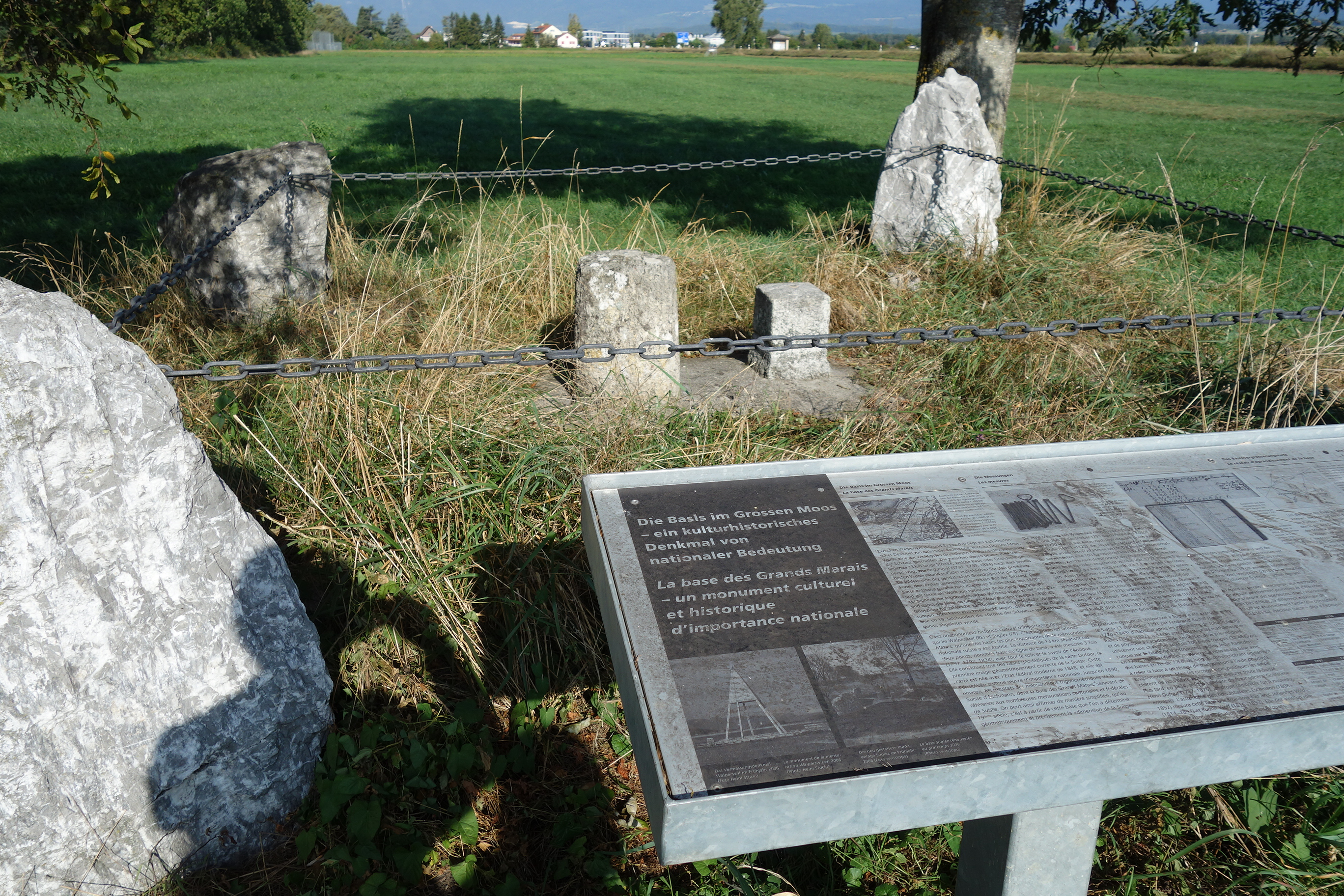
Basislinie Walperswil–Sugiez, Endpunkt Sugiez, Schweiz

Als Basis- oder Grundlinie wird in der Geodäsie und anderen Bereichen der Technik eine genau gemessene Strecke bezeichnet, von der aus die Position anderer Punkte durch Winkelmessung bestimmt werden kann.

## Vermessung

### Distanzmessung
Bei der optischen Distanzmessung – z. B. mit einem Scherenfernrohr oder bei nautischen bzw. militärischen Ortungen – ist es die einige Dezimeter lange „Basis“, auf deren Endpunkten der parallaktische Winkel zum Zielpunkt gemessen wird. 

### Vermessungswesen
In der Geodäsie und Photogrammetrie stellt die „Basis“ im Regelfall die Seite eines Dreiecks oder die gemeinsame Seite vieler Dreiecke dar, die – mit hoher Präzision gemessen – einem ganzen Vermessungsnetz seinen geometrischen Maßstab gibt. Spezielle Ausprägungen dieser Vorgangsweise sind:
1. die klassische Invar-Basismessung mit geeichten Messdrähten zum Maßstabsbestimmung einer Triangulation. Sie liefert mm-Genauigkeit über viele Kilometer – siehe Spezialartikel Basismessung
2. die präzise Elektronische Distanzmessung zwischen hochrangigen Vermessungspunkten, vor allem im Netz erster Ordnung
3. die früher oft angewandte Entfernungsmessung mit einer 2-Meter-Basislatte
4. in der terrestrischen Fotogrammetrie die Absteckung einer „Basis“, auf der jeweils Stereo-Aufnahmen mit der Messkamera vorgenommen werden.

### Fotografie
In der Fotografie ist die Basis jene (heute nur mehr mm…cm messende) Linie, auf der die Messung eines Schnittbildentfernungsmessers beruht. Die häufigere Art der Fokussierung ist heute allerdings die Distanzmessung mit einem Infrarot-Strahl.

## Messmittel
Mögliche Messmittel für Basislinien sind (in annähernd historischer Reihenfolge):
- Lineal, Zollstock oder ähnliche Maßstäbe für die Geometrie
- Messketten und Zwölfgliederketten für die Vermessung
- Meßschnüre oder -Seile
- Daumensprung und andere Parallaxen-Messungen
- Messlatte, Staffelzeug, Schnurgerüst für das Bauwesen
- Prismenmaßstab, Abschiebedreiecke usw. für geometrische Zeichnungen
- Mikrometer bzw. Messuhren, Planplattenmikrometer für Optik und Feinmechanik
- Meilenlaufen, Scherenfernrohr, Patent- u. a. Loggen für die Nautik
- allgemein: Maßband, Rollmeter und ähnliche Messmittel von 1 bis 100 m Länge.

Speziell in Geodäsie und Astronomie:
- optische Entfernungsmessung, horizontale oder vertikale Basislatte
- Messtisch, Scherenfernrohr
- astronomisches Heliometer, jährliche Parallaxe
- Passpunkt-Messung, Stereokomparator
- Radar und Shoran
- Invardraht für die Basismessung
- Elektronische Distanzmessung, Laufzeitmessung
- Satelliten-Trilateration und Dopplermessung
- Satellite Laser Ranging (SLR)
- Global Positioning System (GPS) und dGPS
- VLBI und terrestrische Interferometrie.